# Poster (radioprogramma)
Poster was een radioprogramma van de TROS. Het programma werd in 1972 bedacht door producer Dick de Winter. De eerste aflevering was op 7 oktober 1972 met presentator René de Cocq. De laatste aflevering werd uitgezonden op vrijdag 7 juli 2006.
In augustus 1973 werd DJ Tom Mulder de presentator bij de TROS op Hilversum 3. Mulder had daarvoor als Klaas Vaak bij de zeezender Radio Veronica  gewerkt. Vanaf donderdag 25 oktober 1973, maakte Tom samen met producer Juul Geleick een 23-delige serie met als titel 'De geschiedenis van de Nederlandse popmuziek', waarvoor ruim 100 Nederlandse muzikanten werden geïnterviewd. In de begin 80'er jaren werd dezelfde serie uitgebreid tot 45 delen. Andere series waren 'De geschiedenis van de popmuziek' en 'De geschiedenis van de Britse popmuziek'. Daarnaast waren er losse afleveringen gewijd aan een bepaalde groep of artiest.
Op 4 oktober 1984 stopte het programma op toen Hilversum 3, maar op 8 oktober 1992 vond een doorstart plaats op Radio 2, eerst met presentator Wim van Putten die het programma maar kort presenteerde. Ferdinand Franssen presenteerde de uitzending van 12 november 1992. Vanaf 19 november 1992 nam Daniël Dekker de presentatie over tot en met de laatste uitzending op 7 juli 2006.
Poster kenmerkte zich door de interviews met de artiesten die daardoor hun eigen verhaal vertelden.
De meeste van de Poster-programma's zijn bewaard gebleven en liggen opgeslagen in de archieven van de Nederlandse Publieke Omroep bij Beeld en Geluid.